# Begoña Villamarín
Begoña Villamarín (ベゴーニャ・ビジャマリン, 1976?) es la presentadora del programa televisivo "Sabor de España" que se emite los jueves tras la cena en la NHK, la cadena pública japonesa. 
Esta viguesa, admiradora de la cultura japonesa, lleva desde 2004 un programa de televisión destinado al aprendizaje del español. Su programa varía de decorado anualmente para hacerlo más dinámico y su audiencia habitual ronda los 500.000 espectadores, aunque ha alcanzado el hito del millón de televidentes gracias a la aparición de famosos como David Bisbal, Carlos Núñez y Alejandro Amenábar.

## Biografía
En 1999, con 23 años llegó, a una universidad de Sendai para estudiar japonés tras un curso de traducción e interpretación en Madrid.
La joven gallega siguió estudiando japonés, al tiempo que compaginaba trabajos como traductora para empresas. Pero decidió presentarse a una audición de la NHK de la que resultó elegida. De momento, el futuro de Begoña sigue estando en Japón, donde continuará presentando el programa de la NHK.
- Parte de este artículo, ha sido extraída de 20 minutos, que edita bajo licencia Creative Commons